# Katka Zupančič
Katka Zupančič, slovenska pesnica, pisateljica, prevajalka in publicistka, * 17. september 1889, Grič pri Dobličah, † 8. september 1967, Los Gatos, Kalifornija.

## Življenjepis
Katka Zupančič se je šolala na učiteljišču v Gorici. Po končanem učiteljišču je poučevala na več šolah v Beli krajini in Novem mestu. Leta 1923 se je preselila v Chicago, kjer je vodila slovensko šolo, kot režiserka sodelovala v dramskem društvu in dopisovala v več slovenskih listov (Mladinski list, Proletarec, Prosveta, Ameriški družinski koledar in kasneje tudi v Cankarjev glasnik). Med 2. svetovno vojno je bila članica izvršnega odbora Slovensko-ameriškega narodnega sveta.

## Literarno delo
Zupančičeva je kot pesnica večinoma pisala za šolsko mladino. Snov je zajemala iz otroškega sveta. Literarni vrh je dosegla v tridesetih in štiridesetih letih 20. stoletja. Njen literarni opus obsega več kor 300 pesmi, okoli 140 proznih besedil in 5 krajših dramskih del za otroke. V kratki prozi za odrasle je izpovedala svoj čut do socialnega vprašanja. Leta 1946 je v Chicagu izšla njena zbirka črtic in pesmi Slike iz vsakdanjega življenja.
V časopisih je objavljala protivojne in proletarsko-propagandne članke, bila pa je tudi prevajalka. Nekatera svoja dela je tudi sama ilustrirala.